# Джалила аль-Салман
Джалила аль-Салман (араб. جليلة محمد رضا السلمان‎) — бахрейнская учительница и вице-президент Ассоциации учителей Бахрейна (BTA). В период восстания в Бахрейне она была арестована на 149 дней, затем, после пыток, приговорена к 3 годам тюрьмы. 21 сентября по результатам апелляции срок её заключения был сокращён до шести месяцев.

## Биография
Джалила аль-Салман проработала в сфере образования в течение 25 лет. По данным правозащитной организации Human Rights First, она трудилась, чтобы улучшить образовательную систему Бахрейна и вследствие этого «получала многочисленные угрозы и не получала повышения».
В феврале 2011 года в Бахрейне начались крупномасштабные выступления с демократическими требованиями. Аль-Салман участвовала в организации забастовок учителей, проходивших в феврале и марте.
20 февраля BTA призвала начать трёхдневную забастовку для того, чтобы выразить протест против угнетения и убийств участников протестов, а также для того, чтобы потребовать проведения реформ в образовательной системе Бахрейна, большую часть участников этой забастовки составили студенты. Также в ней приняло участие более пяти тысяч учителей. 16 марта в Бахрейне было введено военное положение, после BTA призвала к ещё одной забастовке, которая продлилась 10 дней. 16 октября аль-Салман приняла участие в симпозиуме, организованном аль-Вефак, основной оппозиционной партией Бахрейна, на нём она призвала учителей больше высказываться о нарушениях их прав.
29 марта после полуночи около двадцати полицейских в балаклавах, вооружённых автоматами и дубинками, ворвались в дом аль-Салман и арестовали её на глазах у членов её семьи, среди которых были трое детей учительницы. Аль-Салман описывала это так: «они схватили меня, приставили к моей голове оружие и заявили, что я не должна их опасаться, потому что они из полиции». В тюрьме аль-Салман подвергалась пыткам. Полицейские, которые арестовали учительницу, били и унижали её, по словам аль-Салман: «они били и называли меня ужасными словами, которые я не могу заставить себя повторить».
После ареста аль-Салман была доставлена в управление по уголовным расследованиям (Criminal Investigations Directorate), там её посадили в одиночную камеру на десять дней, в течение которых заставляли стоять на ногах длительные периоды времени. Также аль-Салман заставляли подписывать документы, прочитать текст которых ей не позволяли. Также в тюрьме ей угрожали изнасилованием. Позднее аль-Салман была переведена в военную тюрьму, где её держали два месяца. Затем аль-Салман перевели в центр содержания женщин расположенный в городе Мадинат-Иса, в период пребывания в этом центре семье аль-Салман позволили несколько раз навестить её, но все посещения проходили под очень строгим наблюдением.
6 июня состоялось первое слушание по делу аль-Салман, её судил военный трибунал. Аль-Салман впервые увидела своего адвоката лишь за пять минут до начала суда.